# 加拉尔东
加拉尔东（法語：Gallardon，法語發音：[ɡalaʁdɔ̃]）是法国厄尔-卢瓦省的一个市镇，位于该省东部偏北，属于沙特尔区。

## 地理
加拉尔东（48°31'29"N, 1°41'24"E）面积11.27 平方千米，位于法国中央-卢瓦尔河谷大区厄尔-卢瓦省，该省份为法国北部内陆省份，北起顺时针与厄尔省、伊夫林省、埃松省、卢瓦雷省、卢瓦-谢尔省、萨尔特省和奧恩省接壤。
与加拉尔东接壤的市镇（或旧市镇、城区）包括：伊姆赖、加鎮。

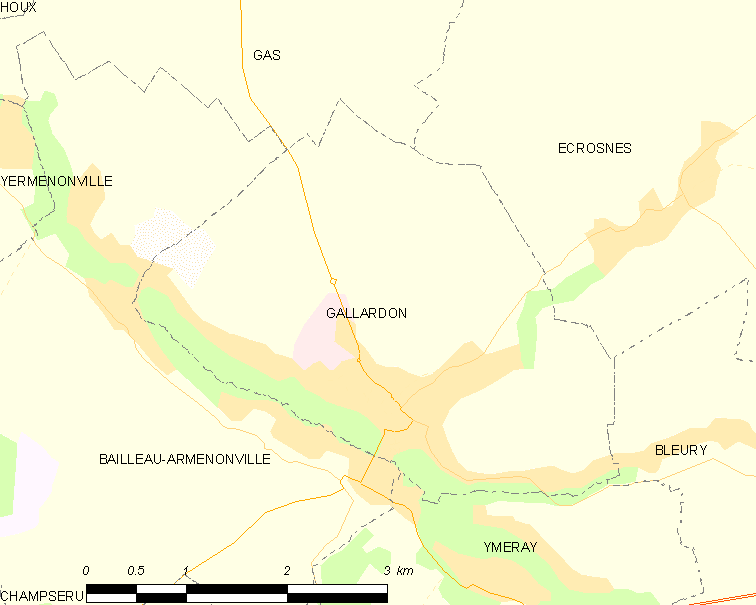
加拉尔东的OSM定位图

加拉尔东的时区为UTC+01:00、UTC+02:00（夏令时）。

## 行政
加拉尔东的邮政编码为28320，INSEE市镇编码为28168。

## 政治
加拉尔东所属的省级选区为欧诺县。

## 人口

1962-2008年间加拉尔东人口变化图示

加拉尔东于2022年1月1日时的人口数量为3537人。